# Cerodontha bohemani
Cerodontha bohemani är en tvåvingeart som först beskrevs av Ryden 1951.  Cerodontha bohemani ingår i släktet Cerodontha och familjen minerarflugor.
Artens utbredningsområde är Sverige. Arten är reproducerande i Sverige. Inga underarter finns listade i Catalogue of Life.